# 出勤簿
出勤簿（しゅっきんぼ）とは、労働基準法等を根拠とする、事業場に備えておかなければならない法定帳簿の一つで、各労働者の出勤日と労働日数、出社・退社時刻等を記した書類のことである。
- 労働基準法について、以下では条数のみ記す。

## 概要
労働基準法等による、いわゆる法定三帳簿（労働者名簿、賃金台帳、出勤簿）の一つで、労働者の適切な労務管理に必要な書類である。他の二つと異なり、労働基準法の本則に明文の規定はないが、使用者は労働時間を適正に把握するなど労働時間を適切に管理する責務を有していることから、厚生労働省の通達（平成29年1月20日労働時間の適正な把握のために使用者が講ずべき措置に関するガイドライン。以下、単に「ガイドライン」と称す）において使用者が行なうべき記録方法等が述べられている。また賃金台帳に記載すべき労働時間数等の基礎となる資料となるため、賃金計算に直結する勤怠管理上の必要もある。
ガイドラインは労働基準法のうち労働時間に係る規定が適用される全ての事業場に適用され、その対象となる労働者は、いわゆる「管理監督者」等の第41条該当者及びみなし労働時間制が適用される労働者（事業場外労働を行う者にあっては、みなし労働時間制が適用される時間に限る。）を除く全ての者（正社員、パート・アルバイト等雇用形態を問わない）である。なお、ガイドラインが適用されない労働者についても、健康確保を図る必要があることから、使用者において適正な労働時間管理を行う責務があることに留意が必要である。このことから、出勤簿は、事業場の規模に関係なく、労働者を雇い入れている全ての事業場に作成・整備が義務づけられるといえる。平成31年4月の改正法施行により、ガイドラインの適用外となっていた管理監督者及びみなし労働時間制が適用される労働者についても、労働時間把握義務が事業者に課せられることとなった（労働安全衛生法第66条の8の3）。
出勤簿に記載しなければならない事項は法定されていないが、ガイドライン上、労働時間把握責務違反を避けるためには各労働者について以下の事項を網羅することが必要である。なお実際の作成に当たっては特に定められた様式はないため、労務管理上利用しやすい様式を整えることとなる。
- 氏名
- 出勤日と労働日数、出社・退社時刻
- 日別の労働時間数、休憩時間数
- 時間外労働を行った日付と時刻・時間数
- 休日労働を行った日付と時刻・時間数
- 深夜労働を行った日付と時刻・時間数

出勤簿やタイムカード等の労働時間の記録に関する書類については、ガイドライン上、第109条でいう「その他労働関係に関する重要な書類」に該当するため、使用者は、作成した出勤簿を3年間保存しなければならない（第109条、第143条）。起算日はその完結の日（最後の出勤日）である（施行規則第56条5項）。もっとも、第115条において退職手当の請求時効が5年とされているため、退職金の支払いについて疑義がある場合に備えて5年間保存することが望ましい。なお以下の要件を満たす場合は出勤簿を電子データによって作成・保存することも認められる（平成8年6月27日基発411号、平成17年3月31日基発0331014号）。
- 電子機器を用いて磁気ディスク、磁気テープ、光ディスク等により調製された出勤簿に必要記載事項を具備し、かつ、各事業場ごとにそれぞれ出勤簿を画面に表示し、及び印字するための装置を備えつける等の措置を講ずること。
- 労働基準監督官の臨検時等出勤簿の閲覧、提出等が必要とされる場合に、直ちに必要事項が明らかにされ、かつ、写しを提出し得るシステムとなっていること。

出勤簿に代えてタイムカードの打刻やICカード、パソコンの使用時間の記録を以て出退勤管理を行う企業も多くみられるが、実際には、タイムカードに打刻された時間が、必ずしも正確な出勤・退社時刻を反映しているとは言い切れない場合もある。そのため、ガイドライン上、タイムカードの打刻時間によって把握した労働時間が実際の労働時間と合致しているか否かについて、必要に応じて実態調査を実施し、所要の労働時間の補正をすることが必要である。

## 罰則
第109条の規定に違反した者は、30万円以下の罰金に処する（第120条）。